# Charles Klauder
Charles Klauder (Filadelfia,   9 de febrero de 1872 - Filadelfia, 30 de octubre de 1938) fue un arquitecto estadounidense conocido por sus trabajos en el diseño y construcción de edificios universitarios en estilo neogótico, especialmente su Cathedral of Learning, el primer rascacielos universitario. 

## Biografía
Nació el 9 de febrero de 1872 en Filadelfia, Pensilvania. Cursó estudios en varias universidades como la Universidad de Pittsburgh, la Universidad de Penn State, el Rhodes college de Memphis etc. Su estilo preferido era el neogótico, en el cual construyó varios edificios. La catedral del Estudio, fue en su tiempo el edificio educativo más alto del mundo, y actualmente se encuentra solo por detrás de la torre de la Universidad de Moscú. Murió el 30 de octubre de 1938 con 66 años de edad.

### Galería de imágenes

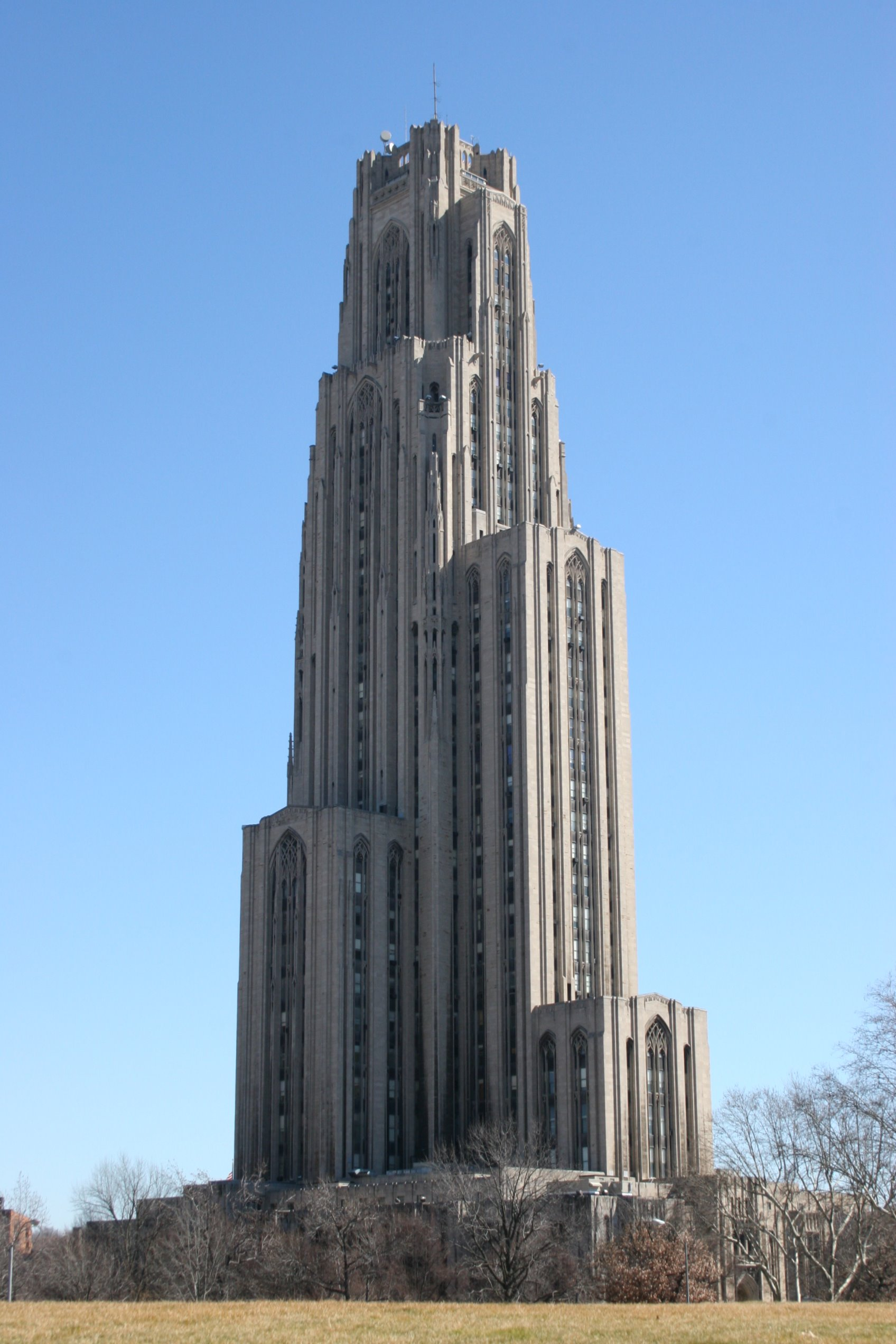
Cathedral of Learning, Universidad de Pittsburgh
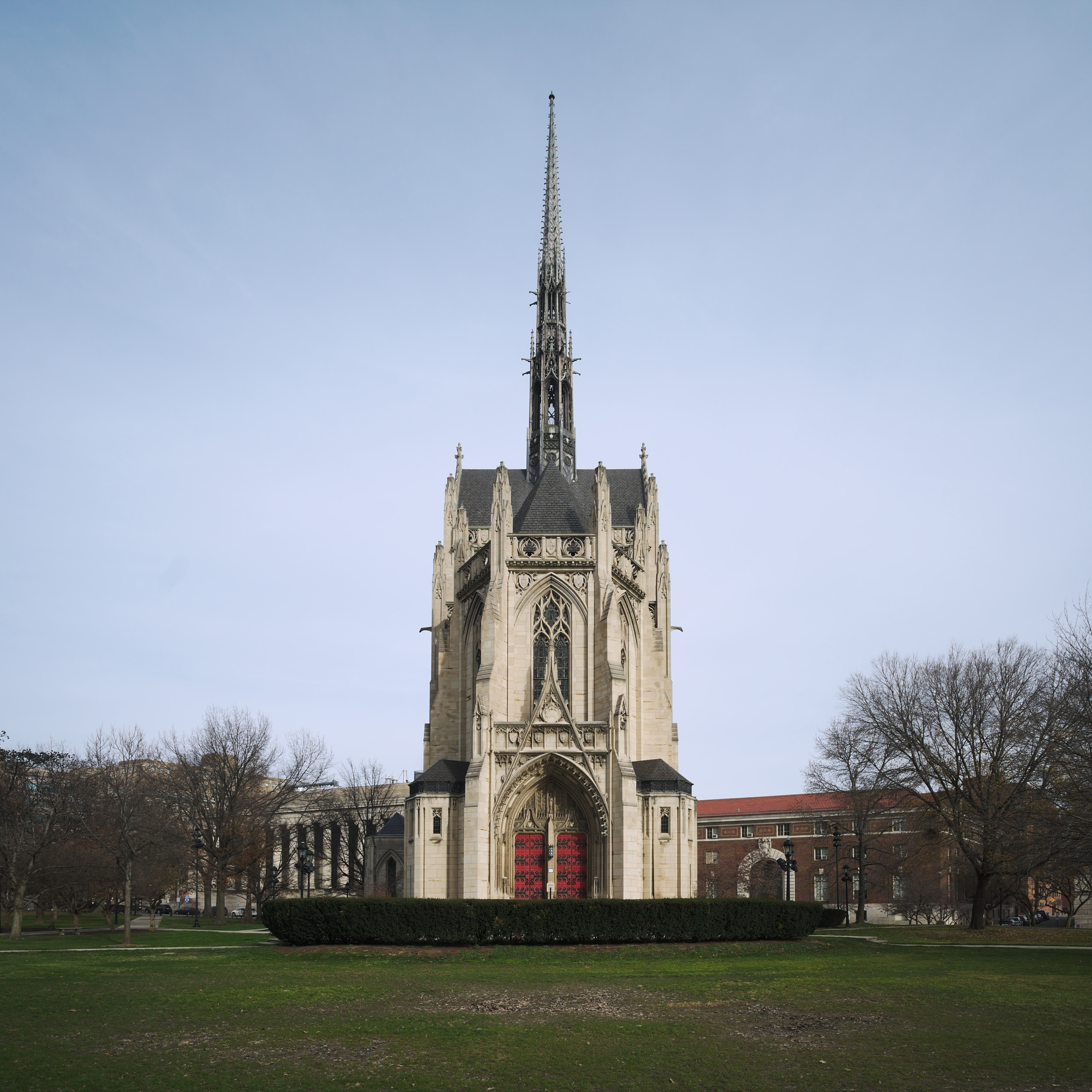
Capilla Memorial Heinz, Universidad de Pittsburgh
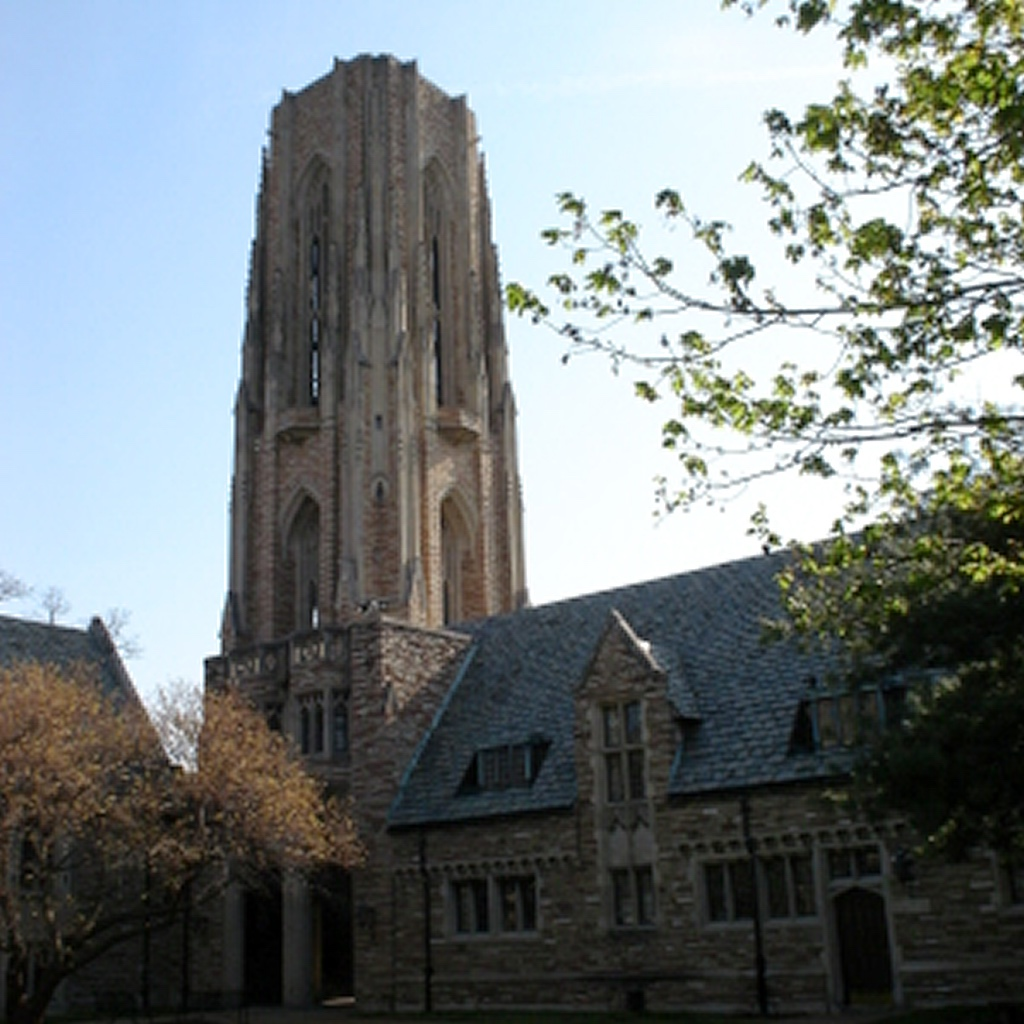
Luther Tower, Concordia Seminary
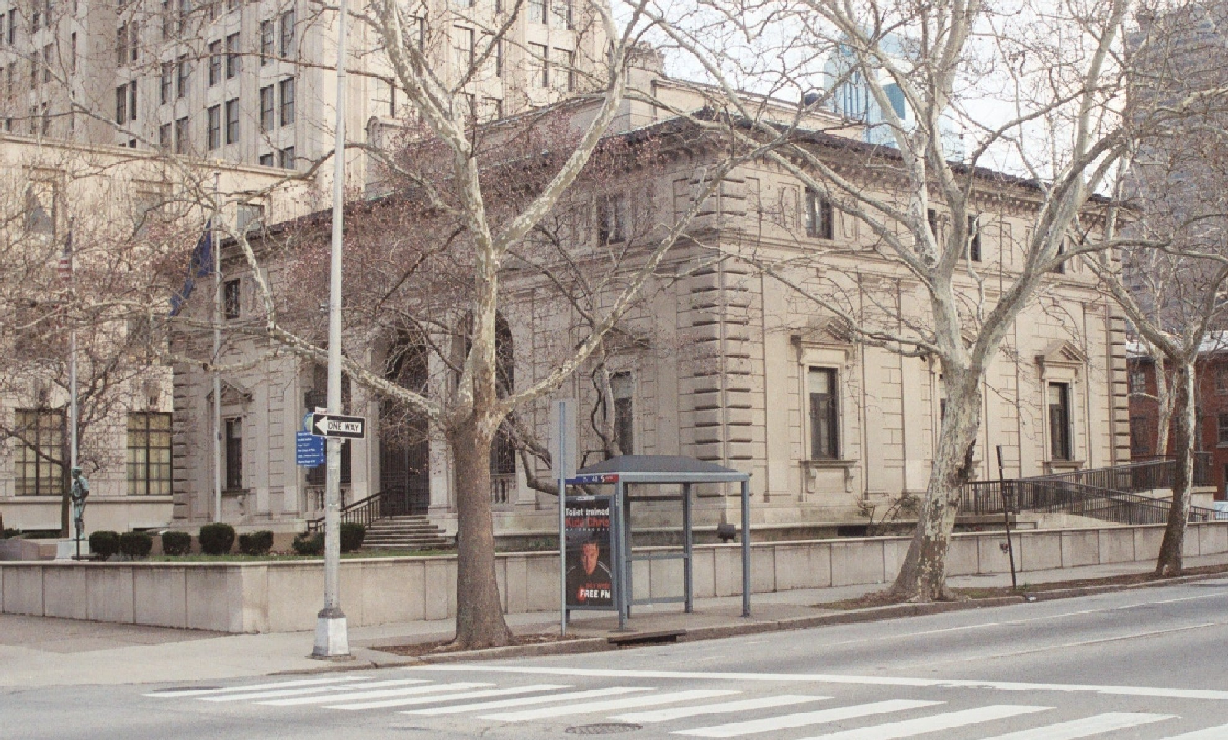
Marks Scout Resource Center, Philadelphia
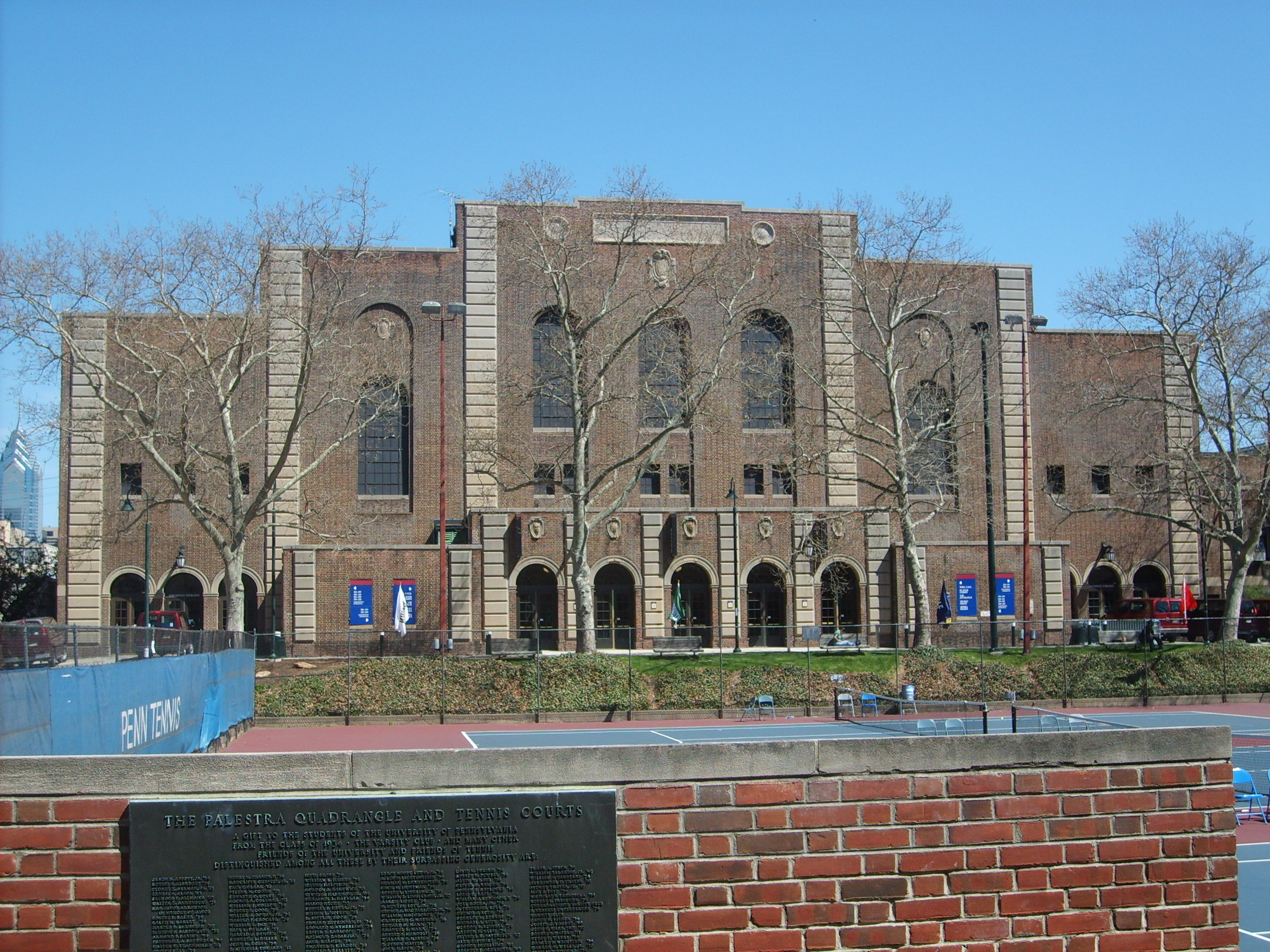
The Palestra, Universidad de  Pennsylvania
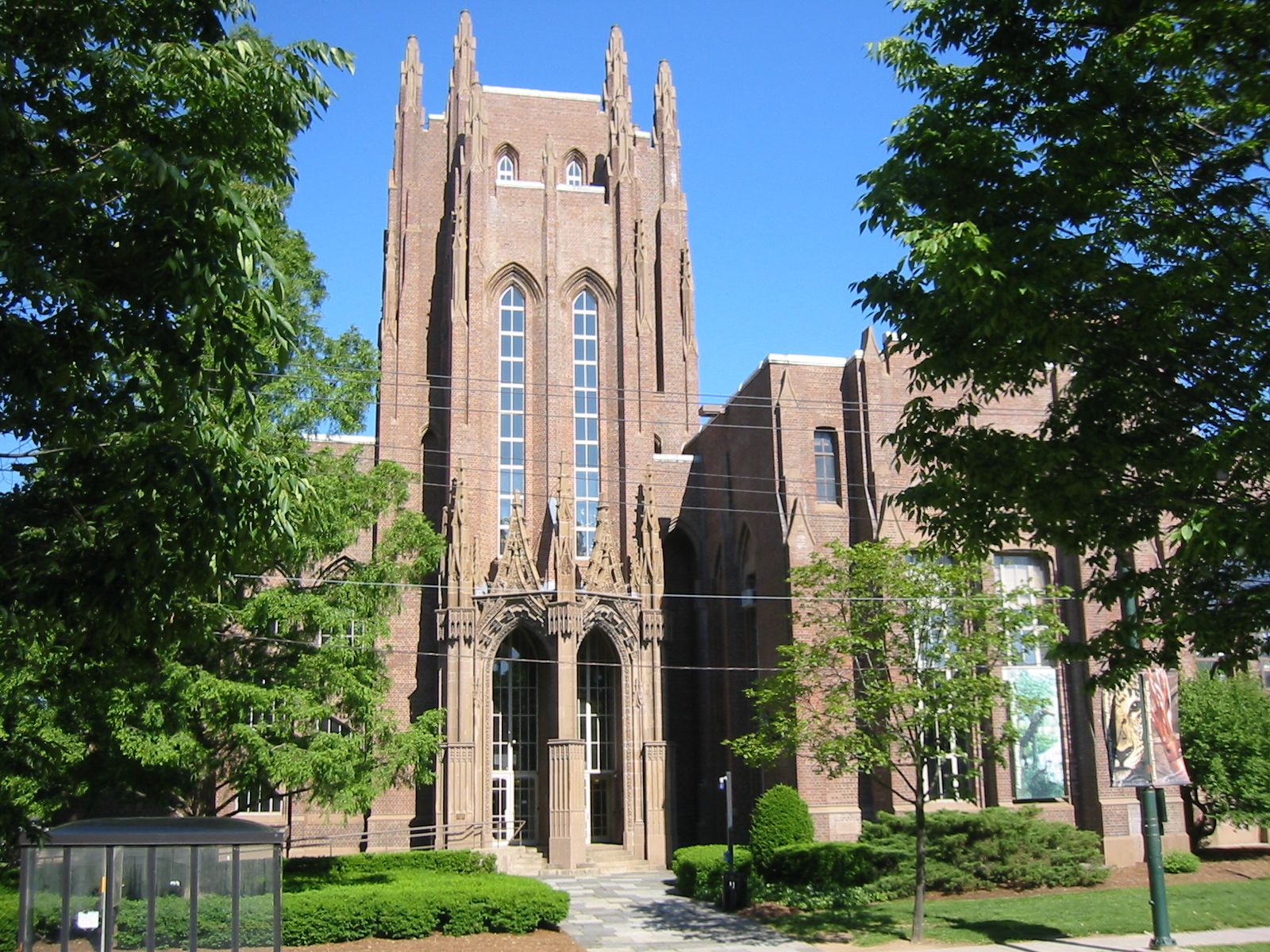
Peabody Museum of Natural History, Universidad de Yale
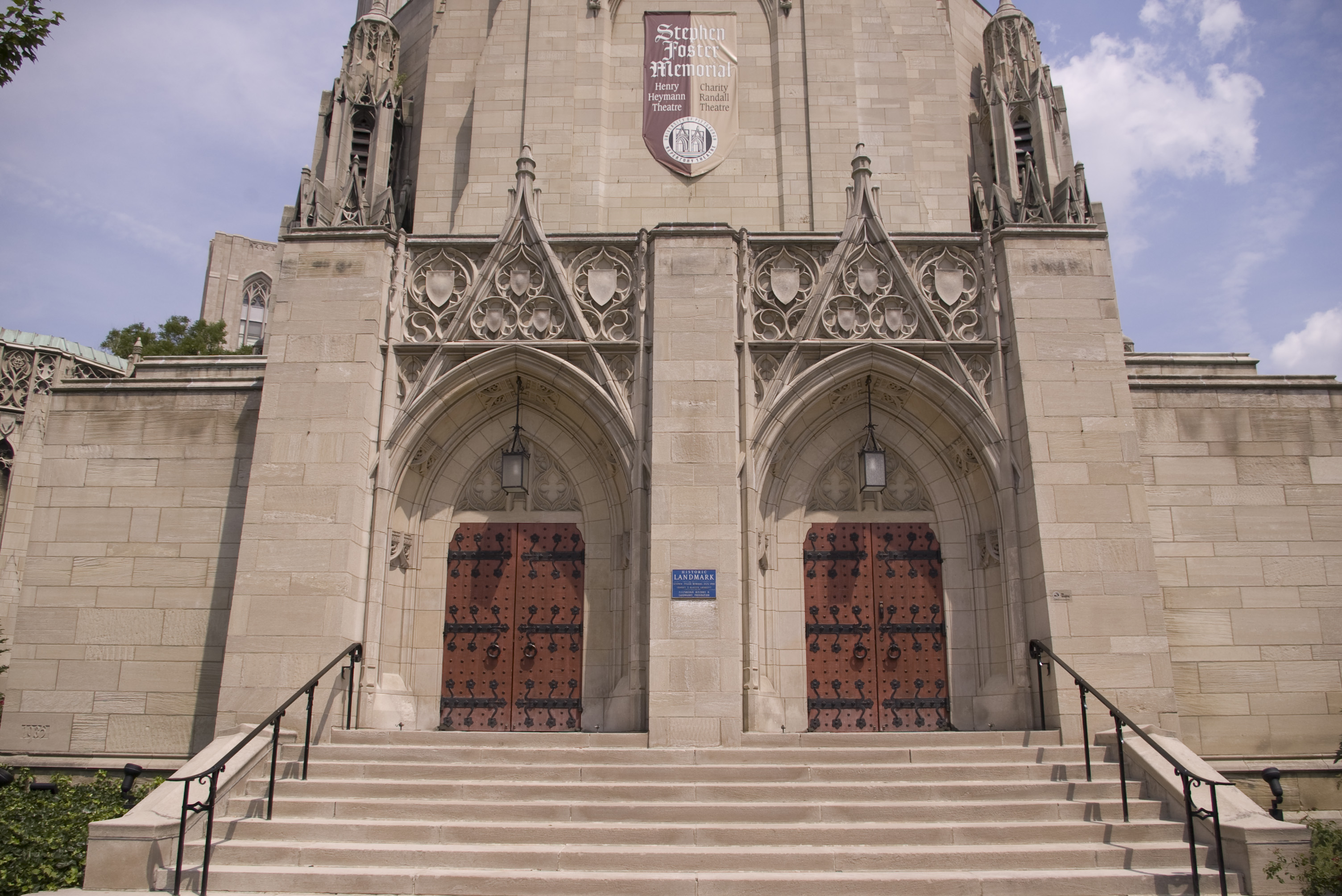
Stephen Foster Memorial, Universidad de Pittsburgh
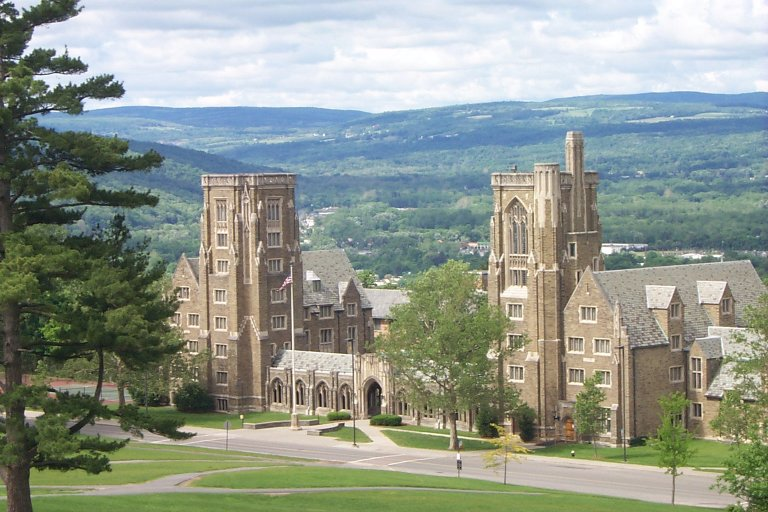
War Memorial, Universidad de Cornell